# Rastrellamento del Velodromo d'Inverno

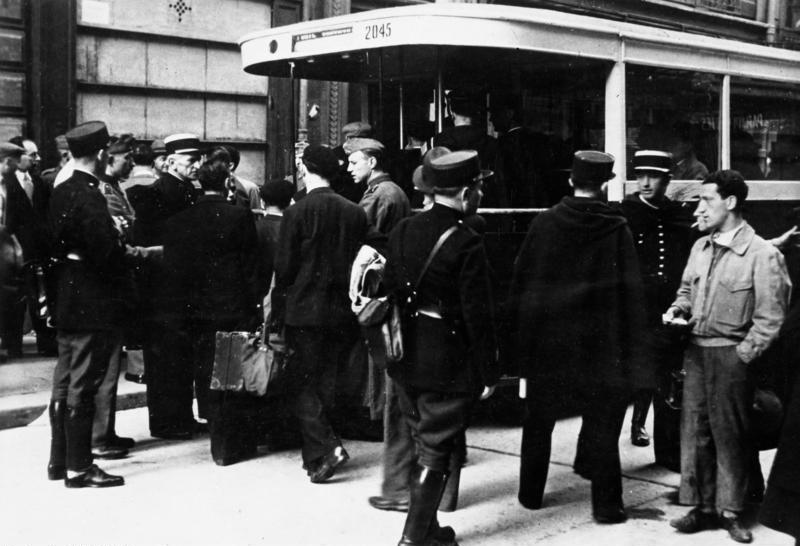
Arresto di ebrei condotto a Parigi dalla polizia francese il 20 agosto 1941

Il rastrellamento del Velodromo d'Inverno (in francese Rafle du Vélodrome d'Hiver, comunemente chiamato Rafle du Vel' d'Hiv: "Retata del Vel' d'Hiv", dal nome con cui viene chiamato il Vélodrome d'Hiver - "Velodromo d'inverno", stadio e circuito per gare di ciclismo), fu la più grande retata di ebrei condotta sul suolo francese durante la seconda guerra mondiale. Gli arresti in massa furono compiuti dalla polizia francese nell'intera città di Parigi, il 16 e 17 luglio 1942.
L'operazione, nota con il nome in codice di Opération Vent Printanier ("Operazione Vento Primaverile"), fu condotta su iniziativa delle stesse milizie francesi. Adolf Eichmann, che non l'aveva richiesta, si limitò ad autorizzarla a cose fatte alcuni giorni dopo. Secondo i dati della prefettura di polizia, vennero arrestate 13 152 persone e imprigionate nel Vélodrome d'Hiver e nel campo di internamento di Drancy, e successivamente trasportati con il treno ad Auschwitz per lo sterminio.

## Preparazione della retata
Gli ebrei francesi furono censiti per legge a partire dal 1940, l'ultimo censimento a carattere religioso risaliva al 1866, e ciò permise di redigere il cosiddetto dossier Tulard.
Nel quadro della politica di sterminio delle popolazioni ebraiche d'Europa, lo Stato francese organizzò, nel luglio 1942, un massiccio rastrellamento di ebrei. Questi arresti furono effettuati con l'aiuto di novemila poliziotti e gendarmi francesi per ordine del governo di Vichy, dopo lunghe trattative con l'occupante sotto la responsabilità di René Bousquet, segretario generale della Polizia Nazionale. A seguito di questi negoziati, avviati da Pierre Laval, gli ebrei di nazionalità francese furono temporaneamente esclusi da questa retata che riguardava essenzialmente gli ebrei stranieri o apolidi, o privati della nazionalità francese dalla legge del 22 luglio 1940, o anche coloro che avevano lo status di rifugiato: tra questi rientrarono più di quattromila bambini francesi che, nella maggior parte dei casi, erano nati da genitori stranieri e nessuno dei quali tornò dai campi di sterminio. Il 4 luglio, nella sede della Gestapo a Parigi, René Bousquet accompagnato da Louis Darquier de Pellepoix, commissario generale per le questioni ebraiche, incontrò gli ufficiali delle SS Knochen e Dannecker, il primo comandante della Sicherheitspolizei e Sicherheitsdienst a Parigi, il secondo, antisemita estremista e diretto rappresentante di Adolf Eichmann per gli "affari ebraici" in Francia, ovvero responsabile della deportazione degli ebrei francesi nei campi di sterminio.
Un successivo incontro si tenne il 7 luglio negli uffici di Dannecker in avenue Foch per organizzare la retata prevista per il 13 luglio 1942, in compagnia di Jean Leguay, l'aggiunta di Bousquet, accompagnato da François, direttore della polizia, Hennequin, direttore della polizia municipale, André Tulard, incaricato delle questioni ebraiche alla prefettura, Garnier, sotto-direttore del rifornimento di carburante alla prefettura della Senna, Guidot, commissario della polizia allo Stato Maggiore della polizia municipale e infine Schweblin, direttore della polizia alle questioni ebraiche. Il capitano delle SS Dannecker dichiarò:«I poliziotti francesi — malgrado alcuni scrupoli — non hanno fatto altro che eseguire gli ordini!».
La retata coinvolse ebrei tedeschi, austriaci, polacchi, cechi, russi e di nazionalità incerta, di tutte le età. Delle deroghe speciali erano previste per le donne «il cui stato di gravidanza era molto avanzato» o «allattavano il loro bébé al seno», ma «per evitare ogni possibile perdita di tempo, tale misura non sarà fatta al domicilio ma al primo centro di assembramento dal commissario della via pubblica». I nazisti prevedono di far arrestare in Francia dalla polizia francese 22000 ebrei stranieri nell'area della Grande Parigi, che saranno condotti a Drancy, Compiègne, Pithiviers e Beaune-la-Rolande. Per ciò, «il servizio di M. Tulard farà pervenire alla Direzione della polizia municipale i documenti degli ebrei da arrestare (…) I bambini con meno di quindici o sedici anni saranno confinati nell'unione generale degli Israeliti di Francia che a sua volta li collocherà nelle fondazioni. La selezione dei bambini sarà fatta nei centri primari di assembramento.»

## Il 15 maggio 1940: la prima retata del Vel' d'Hiv contro i rifugiati
Più di due anni prima della retata nazista, la Francia mette in atto un'altra retata portando gli arrestati al Vel d'Hiv. Questa ha luogo il 15 maggio 1940, cinque giorni dopo l'inizio dell'invasione tedesca della Francia. La polizia imprigiona migliaia di donne rifugiate, già citate come indesiderate in un decreto del 12 ottobre 1938, tra cui sono numerose quelle di origine ebraica e le ferventi antinaziste, che si sono rifugiate in Francia a seguito delle persecuzioni degli anni trenta. L'enorme velodromo è stato trasformato per la prima volta in un centro d'internamento. I 5.000 fermati vi saranno reclusi da una fino a tre settimane senza giornali né comunicazioni ufficiali. All'interno i militari, all'esterno la polizia. Nessuno si può lavare, le toilette si bloccano e diventano rapidamente inutilizzabili, il tetto è di vetro e non è presente alcun sistema di ventilazione.
Sospettati di essere degli agenti segreti del Reich e nemici della Francia, i rifugiati, in realtà perseguitati dal proprio paese di provenienza, vengono traditi anche dalla Francia, loro terra d'accoglienza. Tra di essi abbiamo mogli di soldati francesi e partecipanti ad unità ausiliarie dell'esercito, oltre che membri perseguitati della repubblica di Weimar. Nel frattempo la retata di donne tedesche, caso unico e raro in Europa, è estesa a tutta la Francia. I prigionieri sono poi trasferiti al campo di concentramento di Gurs nel sud ovest. Fin dal maggio del 1940 a Gurs affluiscono 9.771 donne tedesche "indesiderabili". Molti scappano, soprattutto dopo il terribile inverno del 1940, ed alcuni di essi saranno arrestati di nuovo e riportati nel velodromo nel 1942.
Numerose donne tedesche raggruppate al Vel d'Hiv o in provincia figurarono nei ranghi della resistenza francese, a fianco anche di uomini tedeschi, fino a costituire tra il 1940 e il 1941 un quarto della resistenza. Salvo rare eccezioni il loro ricordo si perderà. Malgrado la presenza tra di esse di personalità, di femministe, di intellettuali, tra cui Hannah Arendt, rifugiata in Francia nel 1933 e internata nel campo di Gurs nel maggio del 1940 dal quale riuscirà ad evadere. Questa prima retata con l'assembramento degli arrestati al Vel d'Hiv, perpetrata durante la terza repubblica, resta un tabù in Francia e un 'orfano' della memoria sino al 16 luglio 2017, data in cui il Presidente Francese Emmanuel Macron si scusa a nome della Francia.

## Il ricordo della retata
Tra le iniziative in tal senso abbiamo:
- la giornata nazionale, che si svolge ogni anno la prima domenica successiva al 16 luglio;[21]
- il monumento commemorativo in Quai de Grenelle, nel 15º arrondissement a Parigi;[22][23]
- il riconoscimento della responsabilità dello stato francese, e della sua amministrazione dell'epoca, espresso dal presidente Jacques Chirac nel discorso commemorativo tenuto il 16 luglio 1995 in memoria dei fatti del Vélodrome d'Hiver;[24][25][26][27]
- la targa nella stazione della metro Bir-Hakeim;[28]
- il museo dei bambini del Vel d'Hiv a Orléans.[29]

## Analisi storica
Per molti decenni il governo francese ha rifiutato di scusarsi per il ruolo della polizia francese nel rastrellamento o per la complicità dello Stato in esso. La motivazione di questo rifiuto stava nel fatto che secondo numerosi presidenti francesi, tra cui Charles de Gaulle e François Mitterrand, la Repubblica francese era stata smantellata nel 1940 con il conferimento dei pieni poteri al Maresciallo Pétain ed era stata poi ripristinata solo nel 1944, con la formazione del Governo provvisorio; il Governo di Vichy non era quindi nient'altro che un governo illegittimo di collaborazionisti e traditori, delle cui azioni la Francia non era responsabile. Questa posizione è stata recentemente riaffermata dalla candidata di estrema destra Marine Le Pen, provocando forti polemiche.
Nel 1995, rompendo la precedente linea politica, il presidente francese Jacques Chirac ha chiesto ufficialmente scusa per il ruolo di complicità avuto dalla polizia e dai funzionari francesi nel raid. Il 16 luglio 2017 il presidente francese Emmanuel Macron si è scusato a nome della Francia per la retata del Velodromo d'Inverno.

## Filmografia

### Cinema
- Les Guichets du Louvre (1974), regia di Michel Mitrani, con Christine Pascal.
- Mr. Klein (Monsieur Klein, 1976), regia di Joseph Losey, con Alain Delon.
- Vento di primavera (La rafle, 2010), regia di Roselyne Bosch con Jean Reno, Gad Elmaleh, Mélanie Laurent e Hugo Leverdez.
- La chiave di Sara (Elle s'appelait Sarah, 2010), di Tatiana de Rosnay, regia di Gilles Paquet-Brenner con Kristin Scott Thomas e Mélusine Mayance.

### Documentari
- Les Enfants du Vel d'Hiv (1992), regia di Maurice Frydland e Michel Muller[34].
- ICH BIN: partie II: la rafle du Vel d'Hiv (2011), regia di André Bossuroy[35] col sostegno della commissione europea.

### Romanzi
- Tatiana de Rosnay, La chiave di Sara, Segrate, Mondadori, 2007, ISBN 978-88-045-6372-3.
- (FR) Érik Orsenna. Dans L'Exposition coloniale. Parigi (Seuil) 1988. Capitolo Un vélodrome d'hiver.
- (FR) Alain Korkos, En attendant Éliane, romanzo apparso nel 1996 edizioni Syros, edito di nuovo nel 2002 edizioni Pocket Jeunesse.
- (FR) Alexandre Jardin, "Des gens très bien" edizioni Grasset, 2010.
- (FR) Tatiana de Rosnay, Elle s'appelait Sarah, edizioni Héloïse d'Ormesson (ISBN 978-2-35087-045-8) (titolo originale Sarah's Key).